# Tension II
Tension II – siedemnasty studyjny album australijskiej piosenkarki Kylie Minogue, który zostanie wydany 18 października 2024 r. Jest to kontynuacja jej szesnastego albumu studyjnego Tension (2023) i jest opisywana jako płyta inspirowana muzyką elektroniczną z elementami muzyki tanecznej. Minogue wydała cztery piosenki, które są umieszczone na albumie: "Dance Alone" z Sią, "Midnight Ride" z Orville Peckiem i Diplo, "My Oh My" z Bebe Rexhą, "Edge of Saturday Night" z The Blessed Madonna i główny singiel albumu, Lights Camera Action.
"Lights Camera Action" został wydany 27 września 2024 r. W 2025 roku odbywa się światowa trasa koncertowa Tension Tour, promując zarówno Tension II, jak i jej poprzedni album. Tournee rozpoczęło się w Perth 15 lutego 2025 roku. Będzie to jej pierwsza trasa koncertowa od lata 2019 r. i pierwsza seria koncertów od jej rezydencji koncertowej w Las Vegas, More Than Just a Residency.

## Notowania
| Lista przebojów (2024)              | Najwyższa pozycja |
| ----------------------------------- | ----------------- |
| Australia (ARIA Charts)             | 1                 |
| Austria (Ö3 Austria Top 40)         | 6                 |
| Belgia (Ultratop Flandria)          | 4                 |
| Belgia (Ultratop Walonia)           | 3                 |
| Finlandia (Suomen virallinen lista) | 27                |
| Francja (SNEP)                      | 21                |
| Hiszpania (PROMUSICAE)              | 3                 |
| Holandia (MegaCharts)               | 5                 |
| Irlandia (IRMA)                     | 8                 |
| Japonia (Digital Oricon)            | 40                |
| Kanada (Billboard Canadian Albums)  | 64                |
| Niemcy (Media Control Charts)       | 4                 |
| Nowa Zelandia (Recorded Music NZ)   | 22                |
| Stany Zjednoczone (Billboard 200)   | 98                |
| Szwajcaria (Alben Top 100)          | 4                 |
| Szwecja (Sverigetopplistan)         | 2                 |
| Węgry (MAHASZ)                      | 34                |
| Wielka Brytania (OCC)               | 1                 |
| Włochy (FIMI)                       | 25                |